# Туризм в Германии
| Нидерланды                                        |  |  | 9,96 млн  |  |
| США                                               |  |  | 4,29 млн  |  |
| Швейцария                                         |  |  | 3,86 млн  |  |
| Великобритания                                    |  |  | 3,70 млн  |  |
| Италия                                            |  |  | 3,10 млн  |  |
| Австрия                                           |  |  | 2,57 млн  |  |
| Бельгия                                           |  |  | 2,54 млн  |  |
| Франция                                           |  |  | 2,51 млн  |  |
| другие                                            |  |  | 22,29 млн |  |
| Количество ночёвок по стране происхождения (2009) |  |  |           |  |

Германия оценивается как одно из самых безопасных туристических направлений в мире. Германия является третьей наиболее посещаемой страной в Европе, число ночевок в гостиницах составило в 2010 году — 380,3 миллиона, что является наивысшим показателем с момента объединения страны. Число ночевок возросло по сравнению с 2009 годом на 3 %. В 2008 году число ночевок составило 369,6 млн. Из этого числа 56,5 млн ночёвок приходится на иностранных гостей, большинство иностранных туристов в 2009 прибыло из Нидерландов, США и Швейцарии (см. таблицу). В 2010 году число ночевок туристов из-за рубежа возросло на 10 процентов по сравнению с 2009 годом — до 60,3 миллиона.
Более 30 % немцев проводят отпуск в своей собственной стране. Приняв более чем 133 млн иностранных туристов (в 2008 году) Германия заняла седьмое место из наиболее посещаемых в мире. В общей сложности 27,2 млрд евро тратятся в Германии в год на путешествия и туризм: что эквивалентно 3,2 % ВВП Германии.

## История

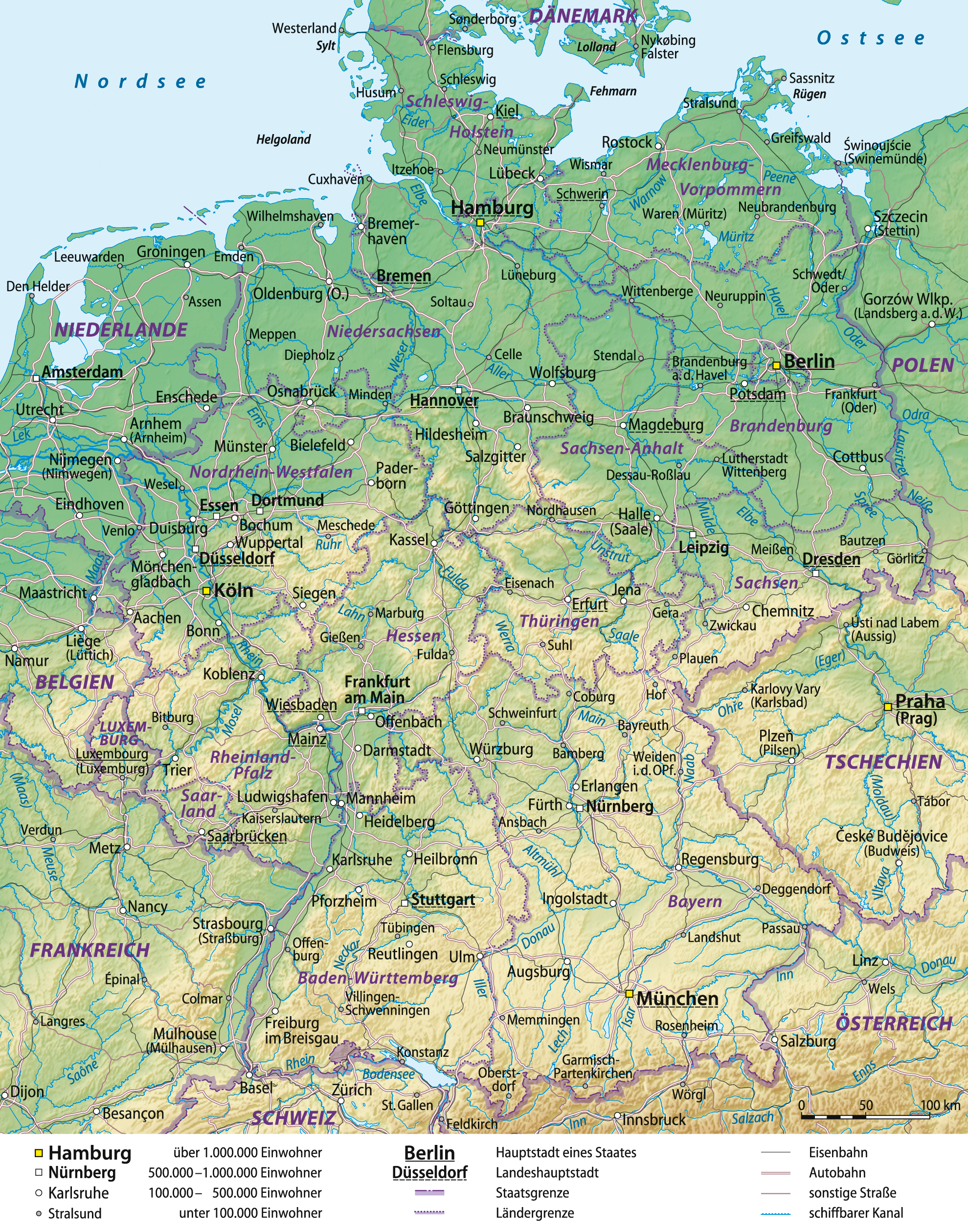
Физическая карта Германии

История туризма в Германии уходит корнями в посещения городов и ландшафтов с целями обучения и отдыха. С конца восемнадцатого века, такие города как Дрезден, Мюнхен, Веймар и Берлин были основными остановками на европейском Гран-туре. В частности, курорты на Северном и Балтийском морях и в долине Рейна развились в течение 19-го и начале 20 века. После окончания Второй мировой войны туризм в Германии значительно увеличился, так как многие туристы посещали Германию, чтобы ощутить дух европейской истории. В сельской местности туристы ищут сельскую идиллию, в то время как города привлекают современной и классической архитектурой и культурными достопримечательностями.

### Статистика
В приведенной ниже таблице показано распределение ночёвок национальных и международных туристов по землям Германии в 2008 году. Бавария имеет наибольшее количество посетителей с 76,91 млн ночёвок в гостиницах и общежитиях (14,3 ночёвки на 1000 населения); Мекленбург-Передняя Померания, имеет самую большую плотность туристов.
| Земля                         | Кол-во. ночёвок в 2008 г. | Из них иностранных гостей | Ночёвок / население |
| ----------------------------- | ------------------------- | ------------------------- | ------------------- |
| Баден-Вюртемберг              | 43,62 млн                 | 8,90 млн                  | 4,1                 |
| Бавария                       | 76,91 млн                 | 17,30 млн                 | 6,1                 |
| Берлин                        | 17,77 млн                 | 6,18 млн                  | 5,2                 |
| Бранденбург                   | 9,41 млн                  | 0,86 млн                  | 3,7                 |
| Бремен                        | 1,65 млн                  | 0,34 млн                  | 4,2                 |
| Гамбург                       | 7,66 млн                  | 1,42 млн                  | 4,3                 |
| Гессен                        | 27,30 млн                 | 6,69 млн                  | 4,5                 |
| Мекленбург-Передняя Померания | 23,83 млн                 | 1,07 млн                  | 14,3                |
| Нижняя Саксония               | 36,92 млн                 | 3,73 млн                  | 4,2                 |
| Северный Рейн-Вестфалия       | 41,52 млн                 | 8,39 млн                  | 2,3                 |
| Рейнланд-Пфальц               | 18,45 млн                 | 4,17 млн                  | 4,6                 |
| Саар                          | 2,26 млн                  | 0,32 млн                  | 2,2                 |
| Саксония                      | 15,70 млн                 | 1,63 млн                  | 3,7                 |
| Саксония-Ангальт              | 6,70 млн                  | 0,52 млн                  | 2,8                 |
| Шлезвиг-Гольштейн             | 21,07 млн                 | 2,40 млн                  | 7,4                 |
| Тюрингия                      | 8,68 млн                  | 0,60 млн                  | 3,8                 |

## Сельская местность

### Оздоровительный туризм
Около 242 млн ночёвок или ⅔ всех ночёвок в Германии, приходятся на курортные города.. Германия хорошо известна как место оздоровительного туризма, причем многие из курортов возникли на горячих источниках, предлагая лечение (по-немецки: Кур) или профилактику с помощью минеральной воды и/или другие виды санаторно-курортного лечения. Курорты и приморские курорты часто носят соответствующие название, такие как минеральные и грязевые курорты (Mineral-und-Moorbäder), курорты здорового климата (Heilklimatische Kurorte), водолечебные курорты (Kneippkurorte), морские курорты (Seebäder), климатические курорты (Luftkurorte), курорты отдыха (Erholungsorte). Крупнейшие и известнейшие курорты также имеют казино, в первую очередь Бад Висзее, Баден-Баден (Kurhaus), Висбаден (Kurhaus), Ахен, Травемюнде и Вестерланд (Kurhaus).

### Регионы
Наиболее посещаемые туристические регионы в Германии — Восточно-Фризские и Северо-Фризские острова, в Балтийском море побережья Гольштейна и Мекленбурга-Передней Померании, Долина Рейна, Баварский Лес, Шварцвальд и Баварские Альпы.
Другие популярные регионы включают:

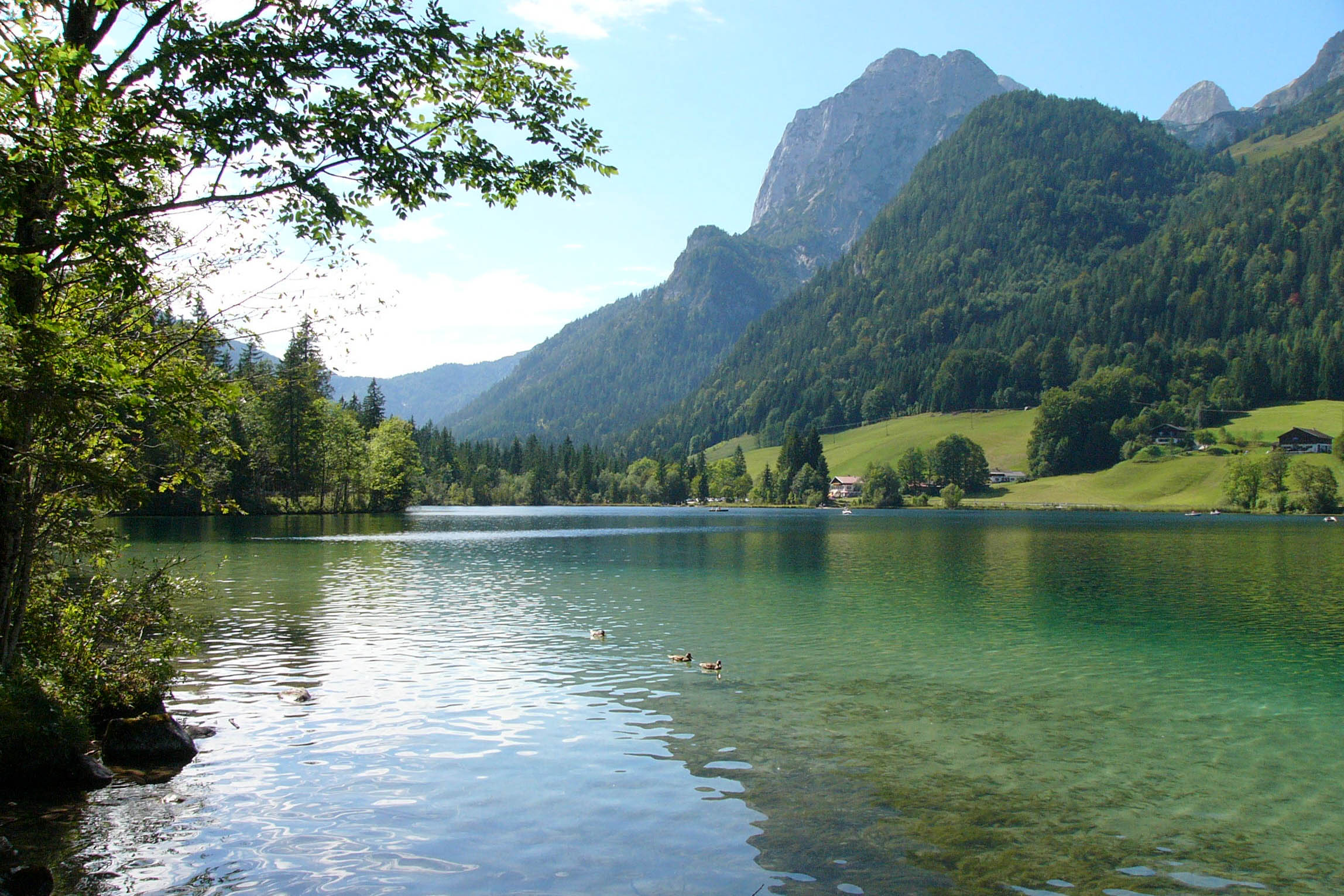
Хинтерзее в Берхтесгадене — живописный вид на Баварские Альпы

- На Севере: Голштинская Швейцария, Люнебургская пустошь и Гарц
- На Западе: Тевтобургский Лес, Зауэрланд, Айфель и долина Мозеля
- На Востоке: Саксонская Швейцария, Тюрингенский лес, Рудные горы и Долина Эльбы
- На юге: Таунус, Шпессарт, Оденвальд и Алльгой.

В таблице ниже приведены пять самых посещаемых сельских районов в 2008 году:
| Место | Район                         | Кол-во ночёвок в 2008 году |
| ----- | ----------------------------- | -------------------------- |
| 1     | Северная Фризия               | 6,96 млн                   |
| 2     | Рюген                         | 5,57 млн                   |
| 3     | Верхний Альгой                | 5,29 млн                   |
| 4     | Восточный Гольштейн           | 5,27 млн                   |
| 5     | Брайсгау — Верхний Шварцвальд | 4,41 млн                   |

### Тематические маршруты
Начиная с 1930-х годов, местные и региональные органы власти создали различные тематические маршруты, чтобы помочь посетителям познакомиться с конкретным регионом и его культурными и ландшафтными достопримечательностями. В таблице ниже приведены некоторые из наиболее известных таких маршрутов. Другие популярные тематические маршруты в Германии включают части Европейский маршрут Кирпичная готика и Европейский маршрут индустриального наследия, Гарц-Хайд, Берта Бенц Мемориал Рут и Bergstrasse.

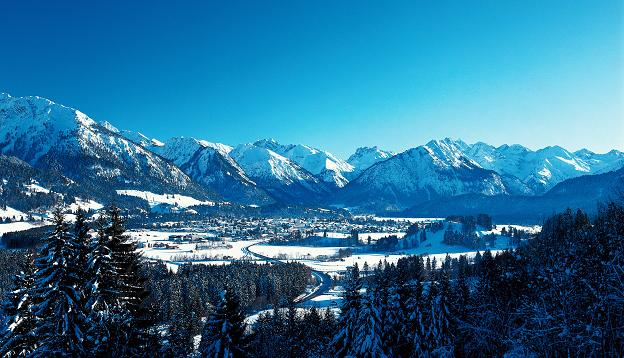
Вид на Оберстдорф, Верхний Альгой

| Маршрут                            | Дата основания | Тематика                              | Длина в км |
| ---------------------------------- | -------------- | ------------------------------------- | ---------- |
| Германский винный путь             | 1935 г.        | Пфальц — винная дорога                | 85 км      |
| Романтическая дорога               | 1950 г.        | Романтизм                             | 366 км     |
| Высокогорная Шварцвальдская дорога | 1952 г.        | Шварцвальд                            | 60 км      |
| Дорога замков                      | 1954 г.        | Замки Германии                        | 1000 км    |
| Везерский ренессанс                |                | Архитектурный стиль Возрождения       | 350 км     |
| Дорога немецких сказок             | 1975 г.        |                                       | св. 600 км |
| Deutsche Fachwerkstrasse           | 1990 г.        | Фахверк                               | 3000 км    |
| Дорога романской архитектуры       | 1993 г.        | Романский стиль                       | 1195 км    |
| Deutsche Fährstrasse               | 2004 г.        | Броды, паромы, мосты и туннели        | 250 км     |
| Route der Industriekultur          |                | Технические памятники Рурской области | 400 км     |

Заметка: список не полон.

### Зимний спорт
См. также
Список зимних курортов Немецких Альп и Список зимних курортов центрального высокогорья Германии
Основными районами зимних видов спорта в Германии являются Северные Известняковые Альпы, Рудные горы, Гарц, горы Фихтель и Баварский Лес. Первоклассная инфраструктура зимнего спорта включает горные лыжи, сноуборд, бобслей и лыжи.
В большинстве регионов, зимние виды спорта возможны в зимние месяцы с ноября по февраль. В предрождественский сезон (с конца ноября по 24 декабря) многие немецкие города проводят рождественские базары.

## Города
См. также Городские агломераты Германии
Количество ночёвок в гостиницах в 12 крупнейших городах Германии более чем удвоилось в период между 1995 и 2005 годы. Это увеличение главным образом обусловлено ростом культурного туризма, часто в сочетании с учебными или деловыми поездками. Как следствие, предложение новых и повышение уровня традиционных культурных, развлекательных, гостиничных, гастрономических и розничных услуг также привлекает больше иностранных гостей.
В таблице ниже приведены 10 самых посещаемых городов в Германии в 2009 году, в сравнении с 2008 годом. Городами с менее чем 1 млн ночёвок в год являются Ганновер, Росток, Бремен, Куксхафен, Бонн, Фрайбург, Мюнстер, Любек и Эссен.
| Берлин                                                             |  |  | 22,4 млн▲ |  |
| Мюнхен                                                             |  |  | 11,7 млн▲ |  |
| Гамбург                                                            |  |  | 9,5млн ▲  |  |
| Франкфурт на Майне                                                 |  |  | 6,4 млн ▲ |  |
| Кёльн                                                              |  |  | 5,0 млн ▼ |  |
| Дюссельдорф                                                        |  |  | 3,8 млн ▲ |  |
| Дрезден                                                            |  |  | 3,8 млн▲  |  |
| Штутгарт                                                           |  |  | 2,6 млн ▲ |  |
| Нюрнберг                                                           |  |  | 2,5 млн ▲ |  |
| Лейпциг                                                            |  |  | 2,0 млн ▲ |  |
| Наиболее посещаемые города в 2011 г. по количеству ночёвок (в млн) |  |  |           |  |

### События
В таблице ниже приведены крупнейшие ежегодно повторяющиеся культурные события в Германии.
| Тематика              | Тематика            | Событие                           | Место                              | Дата              | Кол-во посетителей | Примечания                                           |
| --------------------- | ------------------- | --------------------------------- | ---------------------------------- | ----------------- | ------------------ | ---------------------------------------------------- |
| Народный праздник     |                     | Октоберфест                       | Мюнхен                             | сентябрь, октябрь | 6,0 млн            |                                                      |
| Народный праздник     |                     | Cannstatter Volksfest             | Stuttgart                          | сентябрь, октябрь | 4,2 млн            | местное название «Cannstatter Wasen»                 |
| Ярмарка               |                     | Largest Fair on the Rhine         | Дюссельдорф                        | июль, август      | 4,0 млн            |                                                      |
| Спорт                 | Парусная регата     | Кильская неделя                   | Киль                               | июль, август      | 3,5 млн            |                                                      |
| Спорт                 | Марафон             | Берлинский марафон                | Берлин                             | сентябрь          |                    |                                                      |
| Карнавал              |                     | Кёльнский карнавал                | Кёльн                              | февраль           | 1,5 млн            | кол-во посетителей во время Rosenmontagszug          |
| Гей-парад             |                     | Cologne Pride                     | Кёльн                              | июнь, июль        | 1,2 млн            |                                                      |
| Музыкальный фестиваль | Техно               | Парад любви                       | Меняется                           | июнь, июль        | 1,6 млн            | запланированы Дуйсбург (2010) и Гельзенкирхен (2011) |
| Музыкальный фестиваль | Рок-музыка          | Rock Am Ring                      | Нюрбуринг и Нюрнберг               | май, июнь         | 0,8 млн            |                                                      |
| Музыкальный фестиваль | Классическая музыка | Schleswig-Holstein Musik Festival | В разных местах Шлезвиг-Гольштейна | июль, август      | 0,2 млн            |                                                      |
| Годовщина             |                     | годовщина порта Гамбурга          | Гамбург                            | 7 мая             | 1,0 млн            |                                                      |
| Фейерверк             |                     | Cologne Lights                    | Кёльн                              | июль              | 1,0 млн            |                                                      |
| Wine festival         |                     | Wurstmarkt                        | Bad Dürkheim                       | июль              | 0,6 млн            |                                                      |
| Кинофестиваль         |                     | Берлинский кинофестиваль          | Берлин                             | февраль           | 0,5 млн            |                                                      |

Примечание: Этот список включает только крупнейшие, ежегодно повторяющиеся события в отдельных категориях. Этот список может быть неполным.

### Торговые выставки
В Германии проводятся несколько крупнейших в мире торговых выставок, и многие из международных выставок считаются тренд-сеттерами и лидерами отрасли. Тысячи национальных и международных выставок, конгрессов и конвенций проводятся в Германии ежегодно, лишь в 2008 насчитывалось 10,3 млн посетителей 150 крупнейших торговых выставок. Более половины этих посетителей прибыли из-за рубежа, более чем треть из стран за пределами Европы. В таблице ниже приведены некоторые из самых посещаемых выставок.
| Событие                     | Город              | Выставка                             | Индустрия                                    | Кол-во посетителей | Примечания                                                                   |
| --------------------------- | ------------------ | ------------------------------------ | -------------------------------------------- | ------------------ | ---------------------------------------------------------------------------- |
| Франкфуртская ярмарка       | Франкфурт на Майне | Франкфуртский автосалон (IAA)        | Автовыставка                                 | 850 000 в 2009     | проводится в Ганновере чередуясь через год как выставка грузовых автомобилей |
|                             |                    | Франкфуртская книжная ярмарка        | Книги                                        | 300 000 в 2008     |                                                                              |
|                             |                    | en:ISH                               | Управление микроклиматом                     | 201 000 в 2009     | раз в 2 года                                                                 |
| Messegelände                | Ганновер           | CeBIT                                | Компьютеры                                   | 512 000            | 87 000 иностранных посетителей                                               |
|                             |                    | Agritechnica                         | Сельскохозяйственные машины                  | 340 000 в 2007     | раз в 2 года                                                                 |
| Messe München International | Мюнхен             | BAUMA                                | Строительная техника                         | 500 000 в 2007     | раз в 3 года                                                                 |
|                             |                    | BAU                                  | architecture, materials, systems engineering | 212 000 in 2009    | biennial                                                                     |
| Мессе Берлин                | Берлин             | International Green Week (IGW)       | sustainable agriculture                      | 425 000            | 9000 иностранных посетителей                                                 |
|                             |                    | Internationale Funkausstellung (IFA) | Потребительская электроника                  | 230 000 в 2010     |                                                                              |
| Дюссельдорфская ярмарка     | Дюссельдорф        | Drupa                                | Печатная продукция                           | 390 000            | 230 000 иностранных посетителей, раз в 4 года                                |
|                             |                    | en:Boot Düsseldorf                   | Лодки                                        | 267 000            | 43 000 иностранных посетителей                                               |
|                             |                    | Kunststoffmesse (K)                  | Пластмассы                                   | 242 000 в 2007     | раз в 3 года                                                                 |
| Кёльнская торговая ярмарка  | Кёльн              | GamesCom                             | Компьютерные игры                            | 245 000 в 2009     | организовывалась Лейпцигской выставкой до 2008 как Games Convention          |

Примечания: Этот список содержит только индустриальные торговые выставки с более чем 250 000 посетителей в год. Этот список может быть неполон.

## Наиболее посещаемые места

### Охраняемые природные территории
В таблице ниже приведены наиболее посещаемые охраняемые природные территории Германии.
| позиция | охраняемая территория                           | место                             | тип               | кол-во посетителей в 2002 г. | кол-во посетителей в 2008 г. |
| ------- | ----------------------------------------------- | --------------------------------- | ----------------- | ---------------------------- | ---------------------------- |
|         | Переднепомеранские лагуны (национальный парк)   | Мекленбург-Передняя Померания     | Национальный парк | 2,50 млн                     | 3,00 млн                     |
|         | Саксонская Швейцария (национальный парк)        | Саксония                          | Национальный парк | 2,15 млн                     | 2,90 млн                     |
|         | Баварский Лес                                   | Бавария                           | Национальный парк | 2,00 млн                     |                              |
|         | Ясмунд (национальный парк)                      | Мекленбург-Передняя Померания     | Национальный парк | 2,00 млн                     |                              |
|         | Lower Saxony Wadden Sea National Park           | Нижняя Саксония                   | Национальный парк | 2,00 млн                     |                              |
|         | Берхтесгаден (национальный парк)                | Бавария                           | Национальный парк | 1,50 млн                     |                              |
|         | Гарц (национальный парк)                        | Нижняя Саксония, Саксония-Анхальт | Национальный парк | 1,50 млн                     |                              |
|         | Шлезвиг-Гольштейнские ватты (национальный парк) | Шлезвиг-Гольштейн                 | Национальный парк | 1,50 млн                     |                              |
|         | Майнау                                          | Баден-Вюртемберг                  |                   | 1,30 млн                     |                              |

Примечание: Этот список включает только охраняемые места с более чем 1 млн посетителей в год. Этот список может быть неполным.

### Достопримечательности

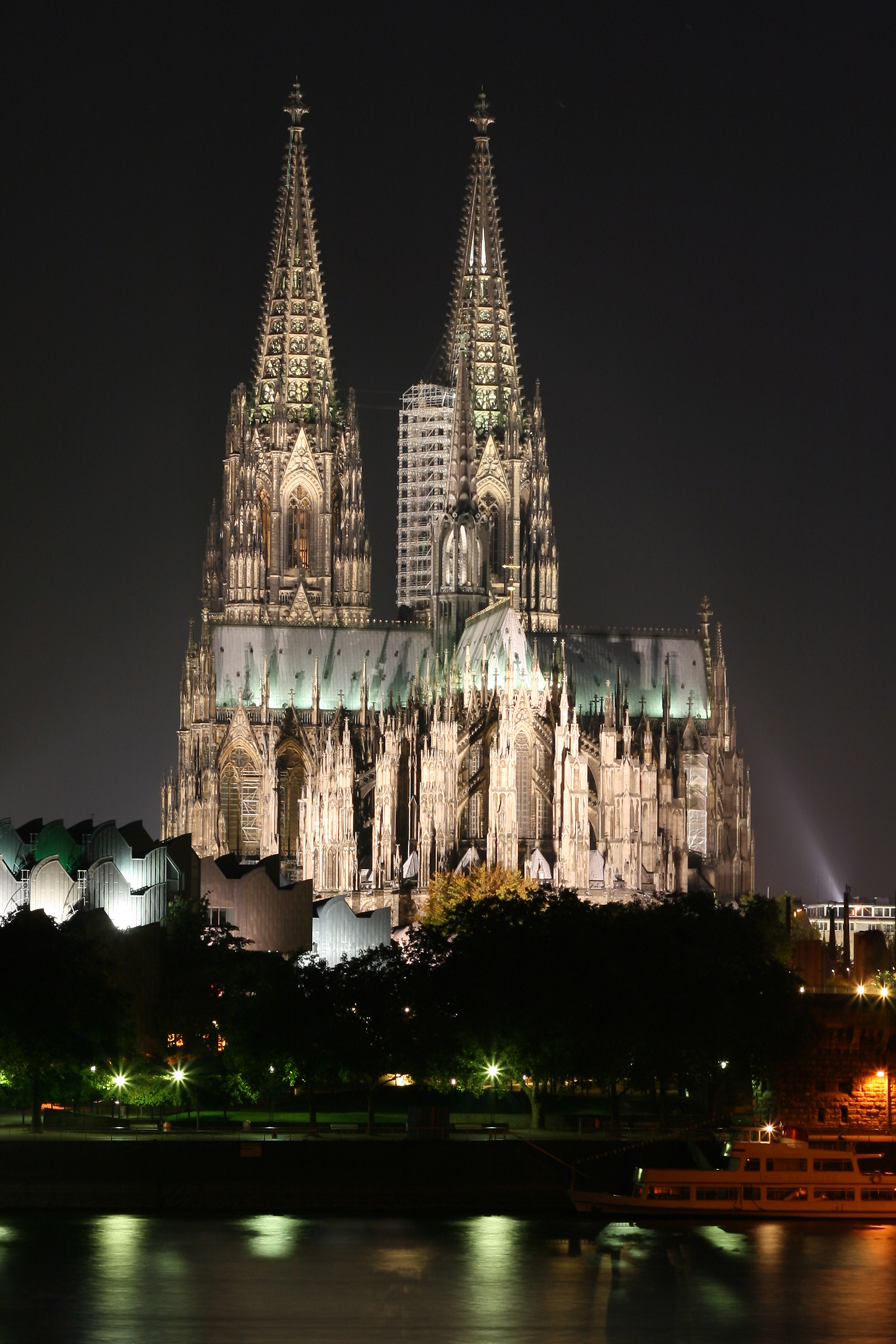
Кёльнский собор является наиболее посещаемой достопримечательностью в Германии

Немецкая Туристическая ассоциация (Deutscher Tourismusverband) время от времени публикует статистические данные о самых посещаемых достопримечательностях Германии. При среднем количестве более 5800 тысяч посетителей, посещающих собор в год, Кёльнский собор является наиболее посещаемой достопримечательностью Германии. Второе и третье места занимают Рейхстаг в Берлине и Хофбройхаус в Мюнхене. Главный туристический центр в столице Германии, в котором находятся сразу пять крупных музеев, внесённых в список наследия ЮНЕСКО, называют «Музейный остров». В нём расположены Старый музей, Новый музей, Старая национальная галерея, Музей им. Боде и Пергамский музей.
| место | достопримечательность             | город       | описание                                         | кол-во посетителей в 2002 г. | кол-во посетителей в 2007 г. |
| ----- | --------------------------------- | ----------- | ------------------------------------------------ | ---------------------------- | ---------------------------- |
| 1     | Кёльнский собор                   | Кёльн       | Готический собор                                 | 6,0 млн                      | 6,0 млн в 2004               |
| 2     | Рейхстаг                          | Берлин      | Бундестаг                                        | 2,70 млн                     | 2,70 млн в 2006              |
| 3     | Хофбройхаус                       | Мюнхен      | Пивная                                           |                              | 1,80 млн                     |
|       | Гейдельбергский замок             | Гейдельберг | Архитектура Возрождения                          | 1,30 млн                     |                              |
|       | Замок Нойшванштайн                | Швангау     | Замок короля Людвига II                          | 1,25 млн                     | 1,36 млн                     |
|       | Цвингер и Галерея старых мастеров | Дрезден     | Государственные художественные собрания Дрездена | 1,20 млн                     |                              |
|       | Берлинская телебашня              | Берлин      | телебашня                                        | 1,10 млн                     |                              |
|       | Ахенский собор                    | Аахен       | Имперский собор                                  | 1,0 млн                      | 1,5 млн                      |

Примечание: Этот список включает только физически существующие достопримечательности с кол-вом посетителей более чем 1 млн в год. Этот список может быть неполным.

### Тематические парки
В таблице ниже приведены некоторые из наиболее посещаемых тематических парков или связанных с ними объектов в Германии.
| место | парк                 | расположение | описание         | кол-во посетителей в 2002 г. | кол-во посетителей в 2008 г. |
| ----- | -------------------- | ------------ | ---------------- | ---------------------------- | ---------------------------- |
| 1     | Европа-парк          | Руст         | Парк развлечений | 3,5 млн                      | 4,0 млн                      |
|       | VW Autostadt         | Вольфсбург   | Парк автомобилей | 2,1 млн                      |                              |
|       | Нюрбургринг          | Нюрбург      | Парк Формулы-1   | 2,0 млн                      |                              |
|       | Therme Erding        | Эрдинг       | Аквапарк         | 1,5 млн                      |                              |
|       | Movie Park Germany   | Боттроп      | Movie park       | 1,3 млн                      |                              |
|       | Legoland Deutschland | Гюнцбург     | Парк миниатюр    | 1,3 млн                      |                              |
|       | Берлинский зоопарк   | Берлин       | зоопарк          | 3,0 млн                      |                              |
|       | Немецкий музей       | Мюнхен       | музей            | 1,4 млн                      |                              |
|       | Hamburg Planetarium  | Гамбург      | Планетарий       |                              | 0,4 млн                      |

Примечание: Этот список включает только охраняемые места с более чем 1 млн посетителей в год. Этот список может быть неполным.